# 機銃掃射
機銃掃射（きじゅうそうしゃ）は、機関銃で敵をなぎ払うように射撃すること。歩兵部隊や要塞陣地・船舶・航空機などが装備した機関銃や機関砲を使用して、地上または海上の目標を連射・速射により攻撃する方法である。

## 概要
機関銃が実用化し始めた19世紀後半のインディアン戦争や普仏戦争・北越戦争の頃から実戦投入されはじめ、日露戦争では日露両軍においてその制圧力を証明した。機銃掃射は、それまでの小銃単発射撃と比較し、制圧範囲が格段に広く、特に密集隊形の歩兵部隊に対しては大きな戦果を挙げた。
航空機が兵器として確立してからは、航空機に搭載された機関銃で上空から地上および海上の目標を攻撃するようになり、第二次世界大戦以降は小型軍用機の積載力が向上したため、ロケット弾や小型爆弾による爆撃を併用するようになった。

## 航空機による機銃掃射
基本的に航空機は、低速の機体であっても地上や海上を移動する物体よりも速いことが多いため、一度狙われたら十分な強度を持つものの陰に隠れるか、対空機関銃砲・高射砲・地対空ミサイルなどの対空兵器で返り討ちにする以外に振り切ることは困難である。航空機による機銃掃射は地上銃撃、地上砲撃とも呼称される。
戦闘機を筆頭とする軍用機が携行できる航空機関銃砲の銃砲弾の数量は、機種にもよるが1銃砲あたり大口径弾100-300発、小口径弾で500発程度であり、発射速度が高く携行数に限りがある航空機関銃砲ゆえに、掃射時間は連続時間にして数秒-数十秒程度である。しかし、大口径の対物対人弾による機銃掃射は制圧力が非常に高く、軽装甲の戦闘車両や列車・輸送船舶や待避壕などの装甲は容易に貫通するうえ、人体に命中すれば致命傷を負わせることになり、効果は非常に高い。
また、操縦士が航空機関銃砲で破壊できると判断したものは全て掃射の目標になり、ロケット弾などのより強力な攻撃手段を有する場合、移動しない状態にある物体や移動できない物体は、格好の攻撃目標になる。なお、7ミリメートル (mm)クラス程度の火器では、撃たれることを前提にして重要部分が装甲化された攻撃機型の軍用機に対して十分に対抗することは難しい。
トーチカなどの重防護設備などは銃砲弾の貫徹力不足があり攻撃対象には向いていないが、軽装甲・非装甲のもののほか、戦車であっても上面装甲は薄いために機銃掃射の対象となる。また、心理的制圧力などから、必ずしも目標物の破壊や殺傷を目的としない機銃掃射も盛んに行われる。
第二次世界大戦中においては、特に機銃掃射を重視した機体としてB-25G/H ミッチェルが開発され、太平洋戦線に投入された。B-25Hは、前方に向けた75mm砲1門のほか、12.7mm機銃8丁を装備した。B-25Jも12.7mm機銃6丁を装備し、日本軍の地上部隊・艦船攻撃に威力を発揮した。
機銃掃射の絶好の攻撃目標は、燃料タンクや燃料輸送車両・輸送船団・製油所・パイプラインなどであり、あるいは武器弾薬の輸送部隊や補給基地・備蓄倉庫など引火性・爆発性のある攻撃対象には極めて有効である。そのほかにも移動する物体の中で特に狙われやすいものを以下に掲げる。
列車
列車は、基本的にレール上しか移動せず、自動車や戦車が当然のように行うジグザグ走行や急激なハンドル操作などの回避行動ができないため、移動中であっても移動先を簡単に予測して見切り射撃ができることから、航空機が兵器として確立して以来、機銃掃射で狙われやすい目標になった。
第二次大戦時までは装甲列車や列車砲なども用いられており、列車輸送が兵站の中心でもあった。このことから、連合軍は防空力の低下したドイツおよび日本の勢力圏内において、機関銃の他にロケット弾を使用して積極的に列車を牽引する動力となる機関車を破壊し、列車の足を止めた上で路線を不通にしたり、積荷や客車などへの攻撃を行った。
列車側は、編成に組み込んだ対空兵器を積載した貨車から応戦しながら、トンネルに逃げ込むなどの方法がある。
船舶
船舶は、小型の高速ボートであっても一般に考えるより回避能力が小さいため、機銃掃射の目標になりやすい。また、潜水艦に対しても機銃掃射を仕掛けているケースもある。外洋では隠れる場所がないため、複数機により、空中戦のロッテ戦術の要領で反復して攻撃された場合は、敵機が弾切れや燃料切れを起こして帰還するまで逃げ回るか、船舶に装備された機関銃などの武器で撃墜する以外には、なす術がない。
特に輸送船のように防御力の低い艦船は、ブリッジを攻撃されて機能を失った場合は撃沈の憂き目を見ることにつながりかねない。また、たとえ対空戦闘能力を有し、防御力のある戦闘艦艇であっても、対空砲の砲座などに対する機銃掃射は有効であり、第二次世界大戦中のアメリカ海軍では、航空機が日本海軍の軍艦を相手にする際は、事情が許す限り、雷撃などの本格的な攻撃を繰り出す前に対空機銃座に向かって機銃掃射とロケット弾による攻撃を行うことによって、対空機銃座を沈黙させるのが常であった。
なお、日本海軍の駆逐艦「如月」のように、アメリカ海軍のF4F ワイルドキャット艦上戦闘機の12.7mm弾の機銃掃射が「撃沈」の一因となった例もある（魚雷ないし爆雷の誘爆）。
人間
兵士や民間人に対する恐怖攻撃として実施するもの。人間は、車両・船舶に比較して標的が小さいものの、開けた場所を動き回る人間は、低空まで降下した航空機のパイロットの目には非常に目立つため、これも機銃掃射の目標となる。
特にアメリカ軍は、太平洋戦争において日本軍に対して航空機の機銃掃射による対人攻撃を積極的に行った。輸送船などの防御力の低い艦船やその乗員、地上に展開する兵士への攻撃が繰り返された結果、有効な対空兵器をほとんど装備していなかった日本軍が受けた被害は甚大なものとなった。

### 実例
日本本土空襲において、非戦闘員が機銃掃射を受けた実例
- 湯の花トンネル列車銃撃事件
- 大山口列車空襲
- 筑紫駅列車空襲事件
- 多治見空襲
- 那賀川鉄橋空襲
- 保戸島空襲
- 1945年5月8日昼、千葉県市原市の養老小学校川在分校を狙って、アメリカ軍機が高度を落とし機銃掃射した。4年生の男女3人が即死、児童10人と教員1人が重傷を負った[8]。
- 1945年8月2日正午過ぎ、 国鉄・紀勢線の亀山駅出発直後の列車がアメリカ軍機からの銃撃を受けた。被害の詳細は長らく不明であったが、2000年代からの調査により30人余りの証言が発掘され、 死者が40人以上にのぼるとみられることが明らかとなった[9]。
- 静岡県伊東市での空襲被害は爆大規模な爆撃等ではなく、機銃掃射によるものであった。1945年7月22日の現熱海市初島沖で操業中漁船への攻撃（死亡19名）。7月30日の手石島付近での民間船舶への攻撃（死亡2名）および、伊東発熱海行き列車への攻撃（3名死亡、2名負傷）。8月8日夜の宇佐美村（当時・現宇佐美地区）で葬列に対して行われた機銃掃射などが記録されている[10]。

個人の体験
- 大和ハウス工業会長の樋口武男は、国民学校（小学校）1年生だった1945年6月1日に尼崎市で、低空飛行していた米軍のP-51 マスタングから機銃掃射を受けたが、家の近くの防空壕に飛び込み命からがら助かった[11]。
- 一橋大学名誉教授の野中郁次郎は、小学校4年生だった1945年に疎開していた富士市で、グラマン（F4F ワイルドキャットかF6F ヘルキャットかは不明）から機銃掃射を受けた。隠れていた木が激しく撃たれる直前に木から飛び出し九死に一生を得た。その時、パイロットの笑っている顔が見えた[12]。
- 開高健は、第二次世界大戦終戦間近のまだ少年の頃に、低空飛行する米軍の戦闘機から機銃掃射を受けた。逃げ回っているうち、見上げると米軍機の乗務員が笑っているのが見えた[13]。
- 小澤征爾は、立川市の柴崎小学校の生徒だった第二次大戦中に、空襲警報を無視して弟と庭で遊んでいる時に、米軍機から機銃掃射を受けた。低空飛行だったので操縦士の顔が見えた。これが西洋人を見た最初だった[14]。
- 岸惠子は、1945年5月29日の横浜大空襲の時に、自宅の近くの山手公園の曲がり角の松によじ登っていると、米軍機が地を這うような超低空飛行で機銃掃射してきた。機体の窓からパイロットの顔が見えた[15]。
- 高木敏子は、1945年8月5日に神奈川県下の国鉄・二宮駅の近くにおいて、米軍艦載機から受けた機銃掃射によって自身の目の前で父親を亡くした。後年、高木はその体験を基に「ガラスのうさぎ」を著した[16]。

そのほか多数
米軍の戦闘機の翼には、戦果を記録するためにガンカメラが設置されており、機銃の引き金を引くと同時に録画が開始される仕組みになっていた。そうして撮影された日本各地での機銃掃射の映像記録は米国の公文書館に保存されている。それらガンカメラの映像は、大分県宇佐市の地域おこし団体である「豊の国宇佐市塾」によって場所や日時が特定された。それを受け2015年3月9日にはTBSで、機銃掃射を受けて生き残った日本人や、機銃掃射を行った米軍パイロットの証言を基に、日本の民間人に対する機銃掃射の実態を検証するドキュメンタリー「戦後70年 千の証言スペシャル 私の街も戦場だった」が放送された。

## 文献情報
- 「全国戦災都市別被害状況表」財団法人太平洋戦全国空爆犠牲者慰霊協会